# Alexis Rodríguez
Alexis Rodríguez Hernández, nacido el 27 de abril de 1977 en Miramas (Francia), fue un ciclista español que fue profesional de 2001 a 2011 llegando a disputar el Giro de Italia.
Tras su retirada como ciclista en 2011, continuó ligado al deporte realizando Triatlón y convirtiéndose en entrenador de atletismo. En 2015 fue detenido por estar involucrado en una trama de dopaje.

## Palmarés
2002
- 1 etapa de la Vuelta a Portugal

2004
- Cinturón a Mallorca
- 1 etapa del Trofeo Joaquim Agostinho

## Resultados en las grandes vueltas
| Carrera         | 2001 | 2002 | 2003 | 2004 | 2005 | 2006 | 2007 | 2008 | 2009 | 2010 | 2011 |
| --------------- | ---- | ---- | ---- | ---- | ---- | ---- | ---- | ---- | ---- | ---- | ---- |
| Giro de Italia  | 69.º | -    | Ab.  | -    | -    | -    | -    | -    | -    | -    | -    |
| Tour de Francia | -    | -    | -    | -    | -    | -    | -    | -    | -    | -    | -    |
| Vuelta a España | -    | -    | -    | -    | -    | -    | -    | -    | -    | -    | -    |